# جامعة وارسو الطبية

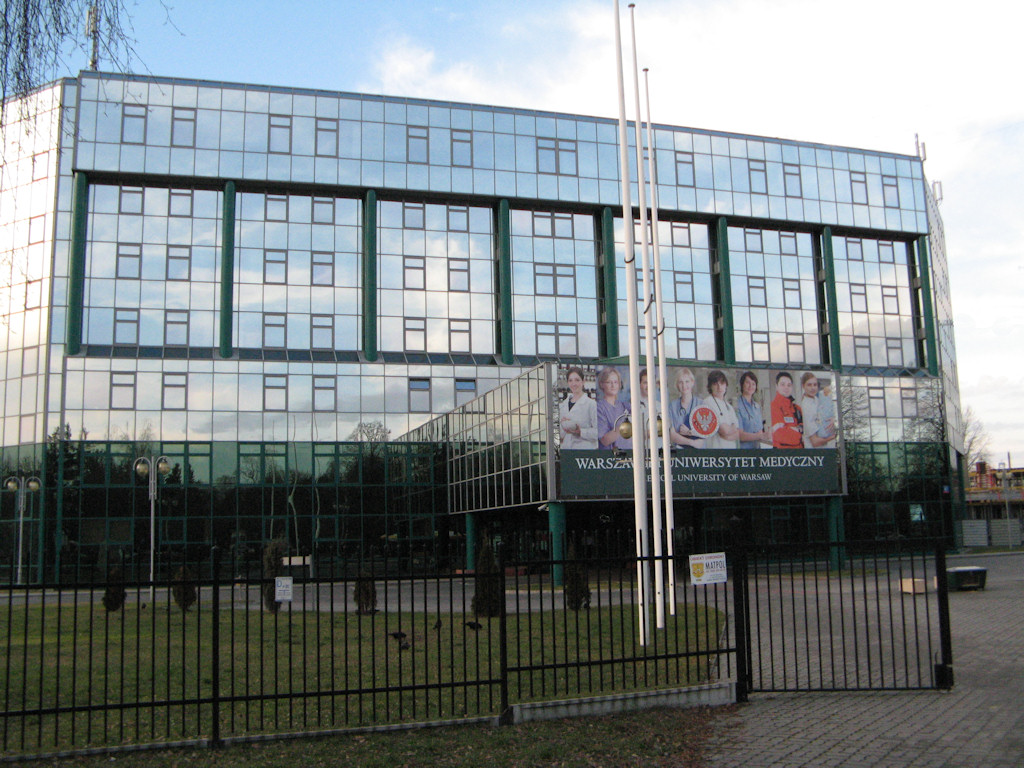
منظر للجامعة

جامعة وارسو الطبية (يالبولندية: Warszawski Uniwersytet Medyczny) هي جامعة أنشئت عام 1809 تقع في وسط مدينة وارسو. يدرّس فيها العلوم الطبية بأشكالها المختلفة مثل: طب بشري - طب اسنان - علاج طبيعي - تحاليل طبية - تمريض وتخصصات أخرى.